# Gudenå
Die Gudenå [ˈguːʔðənoːʔ] in Jütland ist mit einer Länge von 158 km der längste Fluss Dänemarks. Die Gudenå entspringt auf 65 m Höhe über dem Meeresspiegel im Wald Tinnet Krat zwischen Tørring und Thyregod und mündet östlich von Randers in den Randers Fjord.

## Name
Der Name „Gudenå“ (dt. Gottes Fluss) ist einer der ältesten Namen, die mit einem dänischen Fluss in Verbindung gebracht werden. Der Fluss ist unter mehreren anderen lokalen Namen bekannt, doch der Kern des heutigen Namens: „Guden“ war sein ursprünglicher Name, der in urkundlichen Quellen bis ins Frühmittelalter zurückreicht. „Guden“ ist ein nicht zusammengesetzter Name und ein charakteristisches Element antiker Fluss- oder Seenamen.

## Lauf
Randers erreicht der Fluss nach 149 km; wird der Randers Fjord in den Lauf mit einbezogen, misst er 176 km.
Das Einzugsgebiet ist mit 2643 km² etwas größer als das Saarland. Der durchschnittliche Abfluss von 32,4 Kubikmeter pro Sekunde ist etwas geringer als der des Nordseezuflusses Skjern Å (36,6 Kubikmeter pro Sekunde), der zwei Kilometer ostnordöstlich der Gudenåquelle entspringt. Damit ist die Gudenå zwar der längste, aber nicht der wasserreichste Fluss des Landes.
Auf ihrem Weg passiert die Gudenå die Städte Ry, Silkeborg, Bjerringbro und Langå, wo die Hadsten Lilleå einmündet.
Sie entstand vor etwa 15.000 Jahren während der letzten Eiszeit. Sie beherbergt wertvolle Fauna und Flora und steht deshalb unter Landschaftsschutz.
Seit vorgeschichtlicher Zeit hatte sie große historische und wirtschaftliche Bedeutung für die Bewohner Jütlands, sowohl als Verkehrs- und Transportweg (auch durch Treideln) als auch zur Energiegewinnung durch Wasserkraft.
Durch ihre landschaftlich reizvolle Lage ist sie heute vor allem in den Sommermonaten ein beliebtes Ziel Erholungssuchender aus dem In- und Ausland. Angeln (z. B. auf Lachse und Meerforellen) und Kanuwandertouren sind populär.
Die Uferbereiche stellen sich sehr unterschiedlich dar, von hohem Baumbewuchs und seichten Stränden bis zu dichten Gras- und Binsenflächen. Der obere Teil der Gudenå ist sehr dicht bewachsen und hat eine starke Strömung. Im Bereich von Silkeborg durchfließt die Gudenå eine weit verzweigte Seenplatte, an deren Ufern einige der höchsten Erhebungen Dänemarks wie der 147 m hohe Himmelbjerget liegen. Im Mündungsgebiet bei Randers passiert der Fluss schließlich das renaturierte Feuchtgebiet Vorup Enge.